# Mehmet Şampiyonbisiklet
Mehmet Şampiyonbisiklet, geboren als Gabriel Muller, (Bondy, 4 december 1985) is een Frans-Turks wielrenner. In juli 2023 verkreeg hij een Turks paspoort en veranderde hij zijn naam.

## Carrière
Op zijn dertigste begon Muller met wielrennen, in het Franse amateurcircuit. In 2019 tekende hij een contract bij het Luxemburgse Team Differdange-GeBa. Namens die ploeg nam hij onder meer deel aan de Ronde van Hongarije en de Antwerp Port Epic. In 2020 maakte Muller de overstap naar Cambodia Cycling Academy. In september van dat jaar werd hij twaalfde in het door Martin Haring gewonnen eindklassement van de Ronde van Servië.
In 2021 werd Muller prof bij Burgos-BH. In zijn eerste profseizoen mocht hij starten in onder meer de Ronde van Turkije en de Ronde van de Algarve. Zijn debuut in de World Tour maakte hij in de Bretagne Classic, die hij niet uitreed. In zijn tweede jaar bij de ploeg reed hij onder meer de Ronde van Oman en de Arctic Race of Norway. In 2023 maakte hij de overstap naar Global 6 Cycling. Nadat hij in juli 2023 zijn Turkse paspoort verkreeg en zijn naam veranderde, stond hij in oktober aan de start van de Ronde van Turkije. Na acht etappes eindigde hij op plek 98 in het algemeen klassement.

## Ploegen
- 2019 –  Team Differdange-GeBa
- 2020 –  Cambodia Cycling Academy
- 2021 –  Burgos-BH
- 2022 –  Burgos-BH
- 2023 –  Global 6 Cycling
- 2024 –  Global 6 Cycling (tot 31 mei)
- 2024 –  Vini Monzon-Savini Due-OMZ (vanaf 1 juni)
- 2025 –  Bike Aid

Aparicio · Bol · Cabedo · Díaz (vanaf 3/6) · Domingues · Ezquerra · Fuentes · Langellotti · López-Cózar · Madrazo · Molenaar · Moreno · Muller · Navarro · Okamika · Orts · Pelegrí · Peñalver · Räim · Rubio · Sánchez · Fernández (stagiair) · Franco (stagiair) · Martin (stagiair)
Ballabio · Bilyard · Fitzwater · Fredriksen · Harvey · Heany · Hjorth · Koyama · Moreno · Ormiston · Russell · Şampiyonbisiklet · Sessler · Wirtgen
Sjabloon:Navigatie selectie wielerploeg/Global 6 United 2024